# Fosfoglicèrid

Glicerol

Fosfoglicèrid

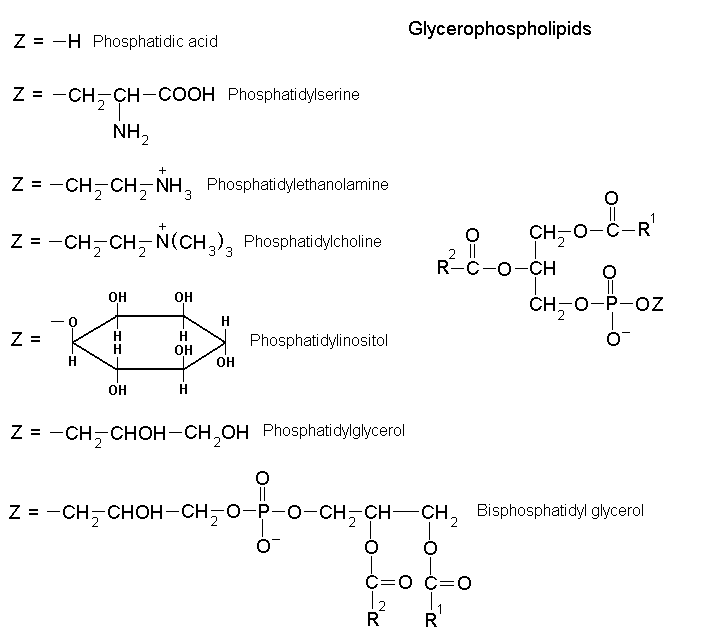
Glicerofosfolípids

Els fosfoglicèrids o glicerofosfolípids són fosfolípids amb base de glicerol. Són el principal component de la membrana biològica.

## Estructures
El terme glicerofosfolípid vol dir qualsevol derivat de l'àcid sn-glicero-3-fosfòric que conté com a mínim un residu químic O-acil, o un O-alquil, o un O-alq-1'-enil unit al grup funcional glicerol i a un cap polar de base nitrogenada, un glicerol o una unitat inositol.
Per convenció les estructures d'aquests compostos mostren els tres àtoms de carboni del glicerol verticalment amb el fosfat unit al carboni número tres. La presència de fosfoglicèrids és gairebé exclusiva de les membranes de plantes i animals. Els plasmalogens i fosfatidats en són exemples.

## Exemples de glicerofosfolípids
Plasmalogens
Els plasmalogens són un tipus de fosfoglicèrids, són components clau de les membranes de músculs i nervis.
Fosfatidats
Són lípids on els fosfats serveixen d'enllaç a un altre alcohol normalment l'etanolamina, colina, serina o un carbohidrat. Són importants en la formació de bicapes de lípid.
Les fosfatidiletanoamines, fosfatidilcolines i altres fosfolípids són exemples de fosfatidats.
Altres fosfolípids
Hi ha molts altres fosfolípids, alguns d'ells són glicolípids.

## Usos

### Ús en membranes
Una de les funcions dels glicerofosfolípids és servir de component estructural de la membrana cel·lular. La composició de cada capa de la memebrana depèn del tipus de cèl·lula.

### Ús en l'emulsionament
Poden actuar en contacte amb un agent emulsionant per promoure la dispersió d'una substància dins una altra, de vegades serveixen per fer gelats.

### Els glicerolfosfolípids en el cervell
Les membranes de les neurones contenen diverses classes de glicerofosfolípids que, si s'alteren, intervenen en la neurodegeneració.